# A Girl Can Mack
A Girl Can Mack è il secondo album in studio del gruppo musicale femminile statunitense 3LW, pubblicato nel 2002.

## Tracce
1. I Do (Wanna Get Close To You) (feat. Loon) - 4:14
2. Neva Get Enuf (feat. Lil' Wayne) - 3:44
3. I Need That (I Want That) (feat. Lil' Kim) - 4:43
4. Ain't No Maybe - 4:22
5. Ghetto Love & Heartbreak - 4:07
6. Good Good Girl - 3:42
7. Put Em Up (feat. Treach) - 3:35
8. This Goes Out - 4:01
9. Leave wit You (I Think I Wanna) - 3:48
10. Crazy - 3:21
11. Funny - 4:48
12. One More Time - 3:37